# Thomas Clouston
Thomas Smith Clouston (Ilhas Orkney, 22 de abril de 1840 – Edimburgo, 19 de abril de 1915) foi um psiquiatra escocês.

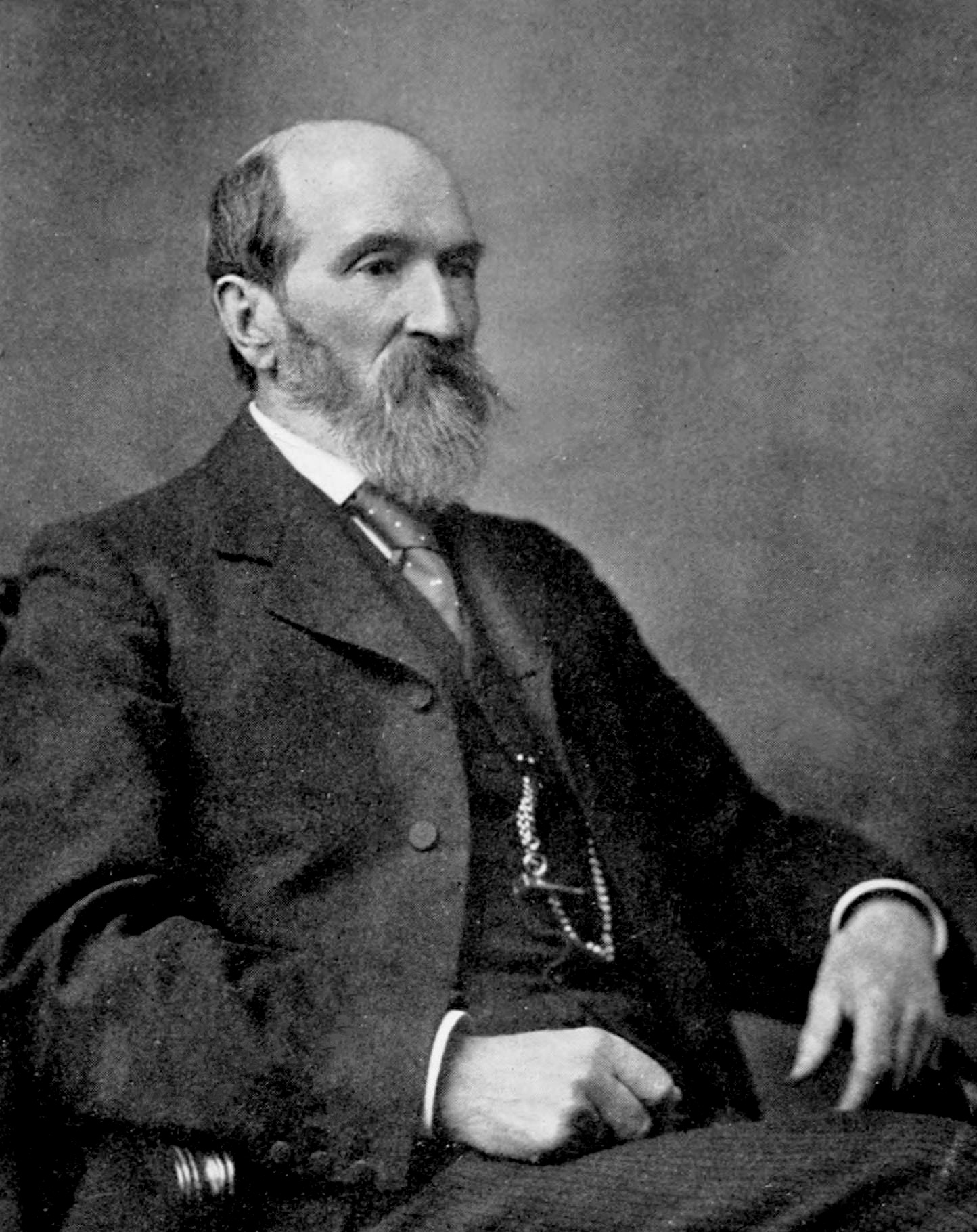
Thomas Clouston

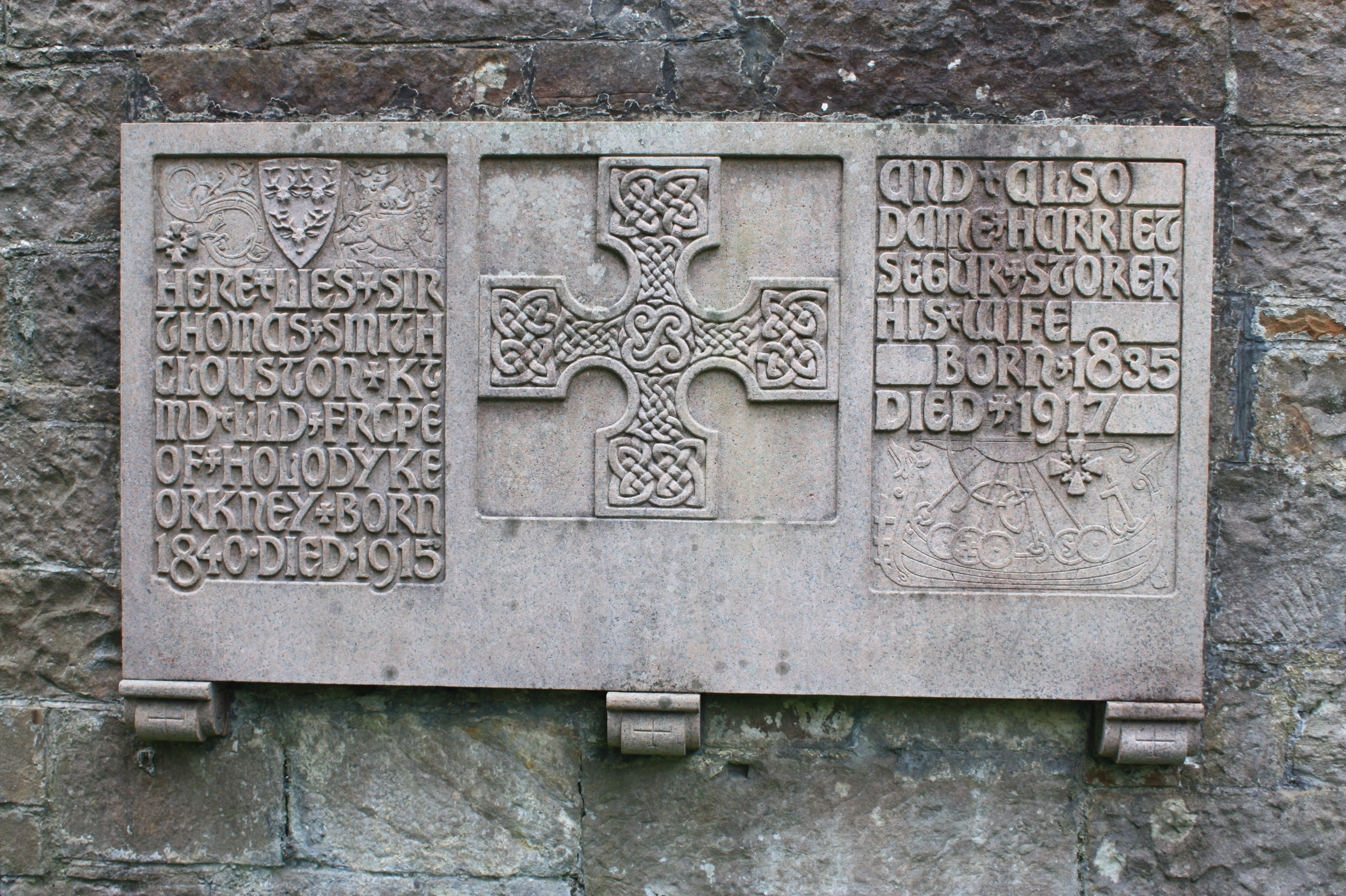
Sepultura de Thomas Clouston no Cemitério de Dean

Em 1875 foi eleito fellow da Sociedade Real de Edimburgo, após proposta de Joseph Lister, John Hutton Balfour, William Turner e Alexander Crum Brown.

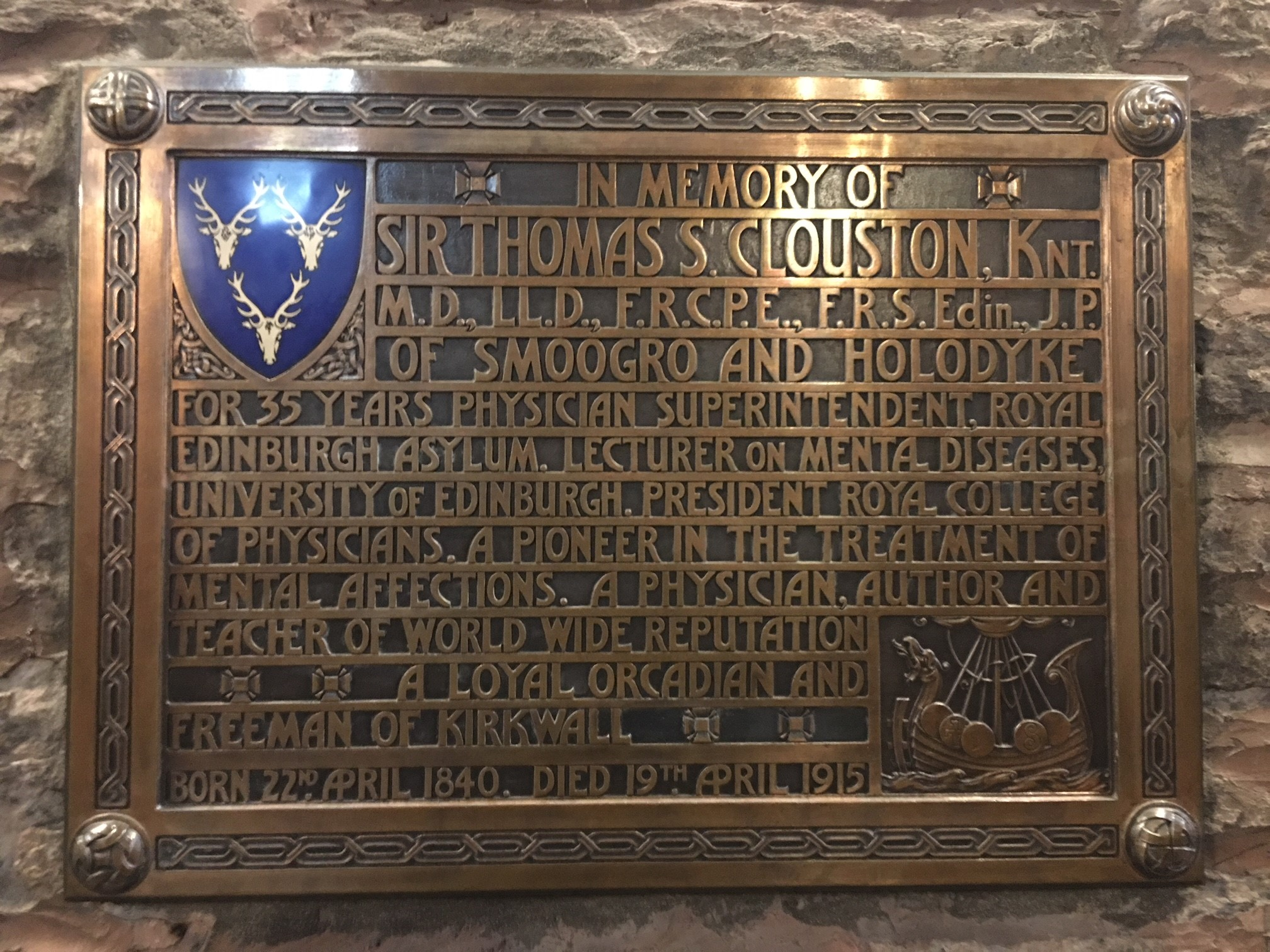
Memorial Thomas Clouston na Catedral de Kirkwall, Orkney

Morreu em Edimburgo em 19 de abril de 1915. Está sepultado no Cemitério de Dean em Edimburgo com sua mulher Harriet Secur Storer (1835-1917). A filha do casal, Augusta Maud Clouston CBE (1871-1960) está sepultada ao lado, com seu marido David Wallace (1862-1952).

## Publicações
- Clinical Lectures on Mental Diseases
- The Neuroses of Development
- The Hygiene of Mind
- Unsoundness of Mind